# Frison
Frisonul este o reacție a corpului care se caracterizează prin tremurătură involuntară, mai mult sau mai puțin generalizată, a mușchilor. Frisonul poate fi însoțit de clănțănituri ale dinților și de piloerecție („piele de găină”). Este o reacție normală a corpului față de frig. Ca răspuns la scăderea temperaturii corpului, reflexul de frison, provocând contracturi musculare, generează căldură. Frisonul se observă, de asemenea, în asociere cu un puseu de febră, în faza inițială a bolilor infecțioase, sau în cursul septicemiilor, când au loc descărcările microbiene în circulația sangvină.